# Żołnierek
Żołnierek – jezioro w woj. wielkopolskim, w powiecie międzychodzkim, w gminie Sieraków, we wsi Izdebno, leżące na terenie Kotliny Gorzowskiej.

## Dane morfometryczne
Powierzchnia zwierciadła wody wynosi 4,5 ha. 
Według wykazu jezior w powiecie międzychodzkim jego powierzchnia jest ponad dwukrotnie wyższa i wynosi 11,29 ha.